# SIGINT
SIGINT (acronimo dell'inglese SIGnals INTelligence, lett. "spionaggio di segnali elettromagnetici") è l'attività di raccolta di informazioni mediante l'intercettazione e analisi di segnali, sia emessi tra persone (ad esempio comunicazioni radio) sia tra macchine (è il caso dell'ELINT, lo spionaggio di segnali elettronici) oppure una combinazione delle due. Dal momento che molte comunicazioni riservate sono criptate, le operazioni di SIGINT spesso si avvalgono di strumenti di crittoanalisi. 

## Descrizione
Dal momento che il SIGINT è un campo molto vasto, esso si articola in diverse sottodiscipline. Le due principali sono il COMINT, ovvero COMmunication INTelligence, e il ELINT ovvero ELectronic INTelligence.
In ogni caso l'analisi del traffico di comunicazioni, chi trasmette e da dove, spesso produce informazioni utili anche se il contenuto del messaggio non risulta comprensibile. I sistemi di fusione dati non possono utilizzare tali informazioni per le proprie attività.
L'intercettazione e decifrazione di comunicazioni scritte verosimilmente si è diffuso subito dopo l'invenzione della scrittura. Uno dei primi metodi di cifratura è il famoso cifrario di Cesare. L'intercettazione di comunicazioni elettroniche cominciò all'inizio del Novecento durante la seconda guerra boera nella quale i boeri catturarono delle radio britanniche e, dal momento che gli inglesi erano gli unici a trasmettere, poterono ascoltare le loro comunicazioni.

## Nella NATO
Negli Stati Uniti e nelle nazioni aderenti alla NATO il SIGINT è definito come "Informazioni ottenute tramite l'analisi di comunicazioni, segnali e strumentazioni straniere." La definizione del Dipartimento della Difesa statunitense enfatizza molto i "segnali provenienti da strumentazioni" anche se questo sarebbe da considerarsi più propriamente MASINT ovvero Measurement and Signature Intelligence.